# Erato
Erato (grč. Ἐρατώ, Eratô) jedna je od devet Muza, Zeusova i Mnemozinina kći. Zaštitnica je lirike, posebice ljubavne, i himničnog pjesništva.

## Etimologija
Eratino ime dolazi od grčke riječi Ἔρως, Erôs = "ljubav", dok je njezina izvedenica Ἐρατώ, Eratô, što znači "ljupka".

## Karakteristike
Predstavljana je s lirom u ruci ili kitarom (koju je izumila) u ruci, a često je bila ovjenčana mirtom. Na glavi bi često imala vijenac od ruža. Prikazivali su je i dvije golubice koje su jele sjemenke na tlu. Često je prikazivana i kako drži zlatnu strijelu da bi podsjetila na eros, osjećaj koji sve nadahnjuje i ljubav koju šiti. Zbog toga ju je često pratio Eros. 

## Mitologija
Erato je imala jednog sina, Azana, čiji je otac bio Arkad, Kalistin sin.
Legenda govori da je izumila lirske pjesme - himne - bogovima, stoga je postala zaštitnicom takve lirike. Onima koji bi je slijedili podarila bi ljubav, a posebno je bila sklona ljubavnim pjesnicima.

## Vanjske poveznice
- Muza Erato u klasičnoj literaturi (engl.)
- Nimfa Erato u klasičnoj literaturi (engl.)